# Jardin Françoise-Héritier
Le jardin Françoise Héritier est un espace vert du 14e arrondissement de Paris, en France. Sa dénomination provisoire était « jardin de la ZAC-Didot » lors de création en 2004.
Il accueille une aire de jeux et un jardin partagé.

## Situation et accès
Le jardin est accessible par l'allée du Château-Ouvrier, la place Marcel-Paul et la rue du Moulin-des-Lapins.
Il est desservi par la ligne 13 à la station Pernety.

## Historique
Le jardin est créé en 2004. Il est nommé jardin Françoise-Héritier en 2019 par délibération du Conseil de Paris.
Il rend hommage à la philosophe féministe Françoise Héritier (1933-2017).

## Bâtiments remarquables et lieux de mémoire
L'arrière du Château ouvrier, construction de 1892 destinée à procurer des logements confortables aux ouvriers, est en bordure du jardin.